# ごきげんだぜっ! 〜Nothing But Something〜
『ごきげんだぜっ! 〜Nothing But Something〜』（ごきげんだぜっ ナッシング バット サムシング）は、日本の男性アイドルグループDA PUMPの4枚目のシングルである。1998年4月22日発売。発売元はavex tune。

## 概要
- 前作から2か月ぶりとなるシングル。1995年9月27日に発売されたm.c.A・Tの「ごきげんだぜっ!」のカバーだが、歌詞を一部変更した部分がある。
- Bomb The Bassの楽曲「Don't Make Me Wait」を曲全体のイメージとして製作された。
- 売上枚数11万320枚。
- プロモーションビデオのテーマは歌詞にも出てくる“Party”。エキストラの方々は“ダンスパーティー”の招待客(ドラァグクイーン)という設定である。
- 本曲のリリースから10年後、1日違いではあるが、玉置成実がアルバム『Don't Stay』にてKENを招いてカバーしている。
- 20年後の2018年には現在のメンバーで当時のPVのリメイク版が製作された。
- 1998年4月25日『COUNT DOWN TV』に出演。
- 1998年5月4日『HEY!HEY!HEY! MUSIC CHAMP』に出演。
- 1998年5月9日『ポップジャム』に出演。
- 2020年8月26日『2020 FNS歌謡祭 夏』に楽曲カバー提供したm.c.A・Tと共演。

## 収録曲
1. ごきげんだぜっ! 〜Nothing But Something〜(4:14)
作詞：m.c.A・T、作曲・編曲：富樫明生
2. Strawberry Letter(4:22)
作詞：m.c.A・T、作曲・編曲：富樫明生
3. ごきげんだぜっ! 〜Nothing But Something〜 (original karaoke)(4:14)
4. Strawberry Letter (original karaoke)(4:22)

## 収録アルバム

### ごきげんだぜっ! 〜Nothing But Something〜
- オリジナル『EXPRESSION』（1998年7月23日）
- ベスト『Da Best of Da Pump』（2001年2月28日）
- リミックス『Da Best Remix of Da Pump』（2001年8月29日）
Dub's Euro Trance Club Remix
- オムニバス『速報!歌の大辞テン!! PRESENTS 80's VS 90's〜POPS』（2004年1月15日）
- オムニバス『a-box 〜avex Best Hit Collection〜』DISC-1（2006年2月10日）
- 玉置成実『Don't Stay』（2008年4月23日）
- ベスト『THANX!!!!!!! Neo Best of DA PUMP』（2018年12月12日）

### Strawberry Letter
- サントラ『ドリームメーカー・オリジナル・サウンドトラック』（1999年11月3日）
- リミックス『Da Best Remix of Da Pump』（2001年8月29日）
Sample MadnesS Remix

## タイアップ
- ごきげんだぜっ! 〜Nothing But Something〜：シャープ「MD-J」CMソング/TBS「DA!DA!DA!PUMP」エンディングテーマ